# ژان-پیر بلان
ژان-پیر بلان (انگلیسی: Jean-Pierre Blanc; ۲۳ آوریل ۱۹۴۲ – ۲۱ مهٔ ۲۰۰۴) کارگردان فیلم و فیلم‌نامه‌نویس اهل فرانسه بود.
وی همچنین برندهٔ جوایزی همچون خرس نقره‌ای برای بهترین کارگردان در سال ۱۹۷۲ شده‌است